# آيت بنحدو (امزوغن)
آيت بنحدو هو دُوَّار يقع بجماعة آيت زينب، إقليم ورززات، جهة درعة تافيلالت في المملكة المغربية. ينتمي الدوّار لمشيخة امزوغن التي تضم 6 دواوير. يقدر عدد سكانه بـ 660 نسمة حسب الإحصاء الرسمي للسكان والسكنى لسنة 2004.

## وصلات خارجية
- البوابة الوطنية للجماعات الترابية
- المندوبية السامية للتخطيط